# Buitoni
Buitoni är ett italiensk företag grundat 1827 som tillverkar livsmedel. Företaget har sitt huvudkontor i Sansepolcro i Italien. Främst tillverkar de pasta och tillhörande såser. De tillverkar också bland annat ravioli på burk. Buitoni ägs sedan 1988 av Nestlé.